# Polifònica de Puig-reig
La Polifònica de Puig-reig és una entitat coral de Puig-reig (Berguedà) que va néixer l'any 1968 com a Coral Joventut Sardanista, provinent de la colla sardanista del mateix nom. El 1987 va adoptar el nom de Polifònica de Puig-reig. Des de 1969, Ramon Noguera en fou el director durant 46 anys; actualment és codirigida per Emmanuel Niubó i Josep Maria Conangla, el qual fou l'assistent de direcció de Noguera. És considerada com un dels millors cors no professionals de Catalunya gràcies, d'una banda, al seu so tan ric i ple que s'apropa més al d'un cor d'òpera, i de l'altra, a la versatilitat que li permet enfrontar-se als repertoris més diversos sense perdre mai les seves arrels.
Des de la seva creació fins a l'actualitat, la Polifònica de Puig-reig ha dut a terme una trajectòria de creixent activitat musical que l'ha portat a actuar arreu de Catalunya, a la majoria de països europeus i també per mig món, com Israel, Mèxic, Filipines, Veneçuela, Estats Units, Canadà, Singapur, Malàisia, Colòmbia, Equador i el Perú. L'any 1992 la Polifònica va acompanyar el President de la Generalitat de Catalunya en un viatge oficial a Argentina i Xile. Després de quaranta anys, la Polifònica de Puig-reig s'ha convertit en un ambaixador cultural de Catalunya. Tot i ser una coral amateur, col·labora amb d'altres de professionals. El Liceu, per exemple, els reclama quan necessiten grans cors.
La Coral ha estat també un dels artífexs del Festival Internacional de Cant Coral Catalunya Centre que es realitza cada setembre des de 1980. L'any 1993, amb motiu del seu 25è. Aniversari, la Generalitat de Catalunya li atorgà la Creu de Sant Jordi.
L'any 2018 l'entitat va celebrar el 50è aniversari.
El dilluns de pasqua de l'any 2019, la coral va celebrar el 50è aniversari de Caramelles. Cantant "La Garrafa", "Sant Jordi Triomfant" i finalment "La Jove".
Des de 2017 col·labora regularment amb la Simfònica de Cobla i Corda de Catalunya en els seus projectes discogràfics "Cançó d'amor i de guerra", "Llull", "Clàssics Enderrock" i "Emociona't amb la SCCC · 25 Anys de Música Global"